# Afghanska övergångsadministrationen
Afghanska övergångsadministrationen (ATA), eller Afghanska övergångsmyndigheten, var den tillfälliga administration i Afghanistan som infördes genom loya jirga i juni 2002.Den efterträdde den afghanska interimsadministrationen, som installerats efter Bonnkonferensen.  Interimsadministrationens ledare Hamid Karzai utsågs till president i övergångsadministrationen. 2004 antogs en ny konstitution, landet fick det officiella namnet Islamiska republiken Afghanistan. och Karzai valdes till president allmänna val.